# Mamborê
Mamborê est une municipalité brésilienne située dans l'État du Paraná.